# Nookat
Nookat är en ort i Kirgizistan. Den ligger i den sydvästra delen av landet, 300 km sydväst om huvudstaden Bisjkek. Nookat ligger 1 295 meter över havet och antalet invånare är 14 371.
Terrängen runt Nookat är varierad. Runt Nookat är det ganska tätbefolkat, med 67 invånare per kvadratkilometer. Nookat är det största samhället i trakten. Runt Nookat är det i huvudsak tätbebyggt.